# Karl-Aage Præst
Karl-Aage Præst, född 26 februari 1922 i Köpenhamn, död 20 november 2011 i Köpenhamn, var en dansk fotbollsspelare. 
Som vänsterytter vann Præst två Serie A mästerskap med italienska klubben Juventus FC åren 1949-1950 respektive 1951-1952. 
Han spelade 24 matcher och gjorde 17 mål för den danska landslaget från 1945 till 1949, och vann en bronsmedalj i OS 1948. 
Han är invald i danska Football Hall of Fame.